# Nitraria sibirica
Nitraria sibirica là một loài thực vật có hoa trong họ Nitrariaceae. Loài này được Pall. mô tả khoa học đầu tiên năm 1784.